# Kokoszka (województwo warmińsko-mazurskie)
Kokoszka (dawniej Kokoska) – kolonia mazurska w Polsce, w sołectwie Wygryny, położona w województwie warmińsko-mazurskim, w powiecie piskim, w gminie Ruciane-Nida przy drodze wojewódzkiej nr  na obszarze Puszczy Piskiej. W latach 1975–1998 kolonia administracyjnie należała do województwa suwalskiego.

## Historia
Osada powstała w ramach osadnictwa szkatułowego w 1704 r. na obszarze jednej włóki, jednej morgi i 75 prętów. W 1785 r. w osadzie były dwa domy. W 1839 r. w Kokoszce były trzy domy i 22 mieszkańców. Do 1872 r. Wygryny oraz pobliskie osady: Kokoszka i Orłówko pozostawały pod administracją leśną w Guziance lub w Mikołajkach. W 1938 r. władze hitlerowskie, w ramach akcji germanizacyjnej, zmieniły urzędową nazwę wsi Kokoska na Kienhausen. W roku 1978 w przysiółku Kokoszka mieszkały 23 osoby.